# Xscape

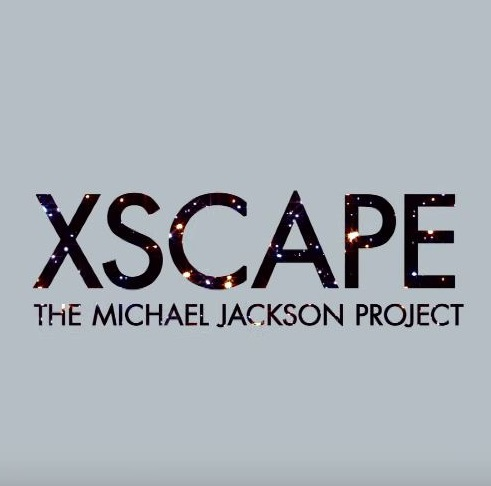
Typografie van de Xscape documentaire

Xscape is het twaalfde studioalbum van de Amerikaanse popster Michael Jackson en werd op 9 mei 2014 uitgebracht door de platenlabels Epic Records, Sony Music en MJJ Music. Het album is de tiende postuumuitgave door Sony en Motown sinds Jackson zijn overlijden in 2009. L.A Reid, toenmaligbestuursvoorzitter en directielid van Epic Records, functioneerde bij de totstandkoming van het album als curator en uitvoerend producent. Onder zijn toezicht gaf Timbaland leiding aan mede-producers Jerome "J-Roc" Harmon, Rodney Jerkins, Stargate en John McClain om door Jackson opgenomen nummers te remixen en moderniseren. Het album was internationaal een groot succes en behaalde de nummer 1-positie in de hitlijsten in onder andere het Verenigd Koninkrijk, Frankrijk, Spanje en België (Vlaamse hitlijst). Het album behaalde de nummer 2-positie in onder andere de Verenigde Staten, Duitsland en Nederland.

## Verkoopcijfers
Wereldwijd behaalde Xscape veel commercieel succes. In de Verenigde Staten werden er in de eerste week na uitgave 157.000 exemplaren verkocht, dit aantal steeg twee weken later naar 259.000. Op 18 september 2014 ontving Xscape goud certificering door de RIAA voor de verkoop van 500.000 gecertificeerde exemplaren. Ook in België werd Xscape bekroond met een gouden status voor de verkoop van 15.000 gecertificeerde exemplaren.
Wereldwijd zijn er 1.750.000 gecertificeerde exemplaren van Xscape verkocht en valt er door streaming en digitale verkoop een omgezette verkoop van 359.000 exemplaren bij te schrijven. Dit brengt het album op een wereldwijd totaal van 2.109.000 verkochte exemplaren (meting in september 2017).

## Eerder uitgelekte nummers
In juli 2009 lekte TMZ.com 24 seconden van A Place With No Name uit op het internet, in december 2013 werd het gehele nummer zonder toestemming online geplaatst. Ook een remix van Blue Gangsta getiteld Gangsta (No Friend of Mine) lekte in 2006 uit op MySpace en verscheen een verder afgemaakte versie van Xscape in begin 2002 illegaal op het internet. In augustus 2013 verspreidde zich een duetversie van Slave to the Rhythm met Justin Bieber.

## Tracklist
Diverse edities van het album werden uitgegeven. Op de Standard Edition staan enkel de gemoderniseerde versies van de nummer, terwijl op Xscape Deluxe Edition ook de originele versies en de duetversie van Love Never Felt So Good zijn bijgevoegd. Ook komt de Deluxe Edition samen met de Xscape documentaire waarin de totstandkoming van het album wordt toegelicht.
Love Never Felt So Good met productie door John McClain en Giorgio Tuinfort is een continuatie het werk dat het duo in 2010 aan het nummer had verricht, omdat initieel werd overwogen om het nummer op Michael te plaatsen. Love Never Felt So Good met Justin Timberlake bevat percussie en ademhalingen uit Jackson's nummer Working Day And Night.
| Xscape Standard Edition | Xscape Standard Edition                                                                                                  | Xscape Standard Edition                                                        | Xscape Standard Edition                                                      |
| No.                     | Titel | Tekstschrijvers                                                                | Productie                                                                    |
| ----------------------- | --- | ------------------------------------------------------------------------------ | ---------------------------------------------------------------------------- |
| 1                       | "Love Never Felt So Good" (opgenomen in 1980 tijdens opnamesessies met Paul Anka)                                        | Michael Jackson, Paul Anka                                                     | Jackson, John McClain, Giorgio Tuinfort, Anka                                |
| 2                       | "Chicago" (oorspronkelijk getiteld She Was Loving Me, in 1999 opgenomen tijdens de opnamesessies voor Invincible)        | Cory Rooney                                                                    | Timbaland, J-Roc(co), Jackson(zang), Rooney(zang)                            |
| 3                       | "Loving You" (opgenomen in 1985 tijdens de opnamesessies voor Bad)                                                       | Jackson                                                                        | Timbaland, J-Roc(co), Jackson(zang)                                          |
| 4                       | "A Place With No Name" (cover van A Horse With No Name, opgenomen tijdens de opnamesessies voor Invincible in 1998)      | Jackson, Elliot "Dr. Freeze" Straite, Dewey Bunnell                            | Stargate, Jackson(zang), Dr. Freeze(zang)                                    |
| 5                       | "Slave To The Rhythm" (opgenomen in 1991 tijdens de opnamesessies voor Dangerous)                                        | Antonio "L.A." Reid, Kenneth "Babyface" Edmonds, Daryl Simmons, Kevin Roberson | Timbaland, J-Roc(co), L.A. Reid(zang), Babyface(zang)                        |
| 6                       | "Do You Know Where Your Children Are" (opgenomen in 1986 tot en met 1990 tijdens de opnamesessies voor Bad en Dangerous) | Jackson                                                                        | Timbaland, J-Roc(co), Jackson(zang)                                          |
| 7                       | "Blue Gangsta" (opgenomen in 1998 en 1999 tijdens de opnamesessies voor Invincible)                                      | Jackson, Straite                                                               | King Solomon Logan, Daniel Jones, Timbaland, Jackson(zang), Dr. Freeze(zang) |
| 8                       | "Xscape" (oorspronkelijk getiteld Escape, opgenomen in 1999, 2000 en eind 2001 tijdens de opnamesessies voor Invincible) | Jackson, Rodney "Darkchild" Jerkins, Fred Jerkins III, LaShawn Daniels         | Darkchild, Jackson(zang)                                                     |

| Xscape - Sony Xperia bonusnummer | Xscape - Sony Xperia bonusnummer | Xscape - Sony Xperia bonusnummer | Xscape - Sony Xperia bonusnummer                  |
| No.                              | Titel                            | Tekstschrijvers                  | Productie                                         |
| -------------------------------- | -------------------------------- | -------------------------------- | ------------------------------------------------- |
| 9                                | "Chicago" (Papercha$er Remix)    | Rooney                           | Timbaland, J-Roc(co), Jackson(zang), Rooney(zang) |

| Xscape Deluxe Edition | Xscape Deluxe Edition                                    | Xscape Deluxe Edition                        | Xscape Deluxe Edition                           |
| No.                   | Titel                                                    | Tekstschrijvers                              | Productie                                       |
| --------------------- | -------------------------------------------------------- | -------------------------------------------- | ----------------------------------------------- |
| 1                     | "Love Never Felt So Good" (originele versie)             | Jackson, Anka                                | Jackson, Anka                                   |
| 2                     | "Chicago" (originele versie)                             | Rooney                                       | Jackson, Rooney                                 |
| 3                     | "Loving You" (originele versie)                          | Jackson                                      | Jackson                                         |
| 4                     | "A Place With No Name" (originele versie)                | Jackson, Straite, Bunnell                    | Jackson, Dr. Freeze                             |
| 5                     | "Slave To The Rhythm" (originele versie)                 | Reid, Edmonds, Simmons, Roberson             | Reid, Babyface                                  |
| 6                     | "Do You Know Where Your Children Are" (originele versie) | Jackson                                      | Jackson                                         |
| 7                     | "Blue Gangsta" (originele versie)                        | Jackson, Straite                             | Jackson, Dr. Freeze                             |
| 8                     | "Xscape" (originele versie)                              | Jackson, R. Jerkins, F. Jerkins III, Daniels | Jackson, Darkchild                              |
| 9                     | "Love Never Felt So Good" (met Justin Timberlake)        | Jackson, Anka                                | Timbaland, J-Roc(co), Jackson(zang), Anka(zang) |

## Hitlijsten

### NederlandseAlbum Top 100
| Hitnotering: (Week 1 t/m 23) 17-05-2014 t/m 18-10-2014 | Hitnotering: (Week 1 t/m 23) 17-05-2014 t/m 18-10-2014 | Hitnotering: (Week 1 t/m 23) 17-05-2014 t/m 18-10-2014 | Hitnotering: (Week 1 t/m 23) 17-05-2014 t/m 18-10-2014 | Hitnotering: (Week 1 t/m 23) 17-05-2014 t/m 18-10-2014 | Hitnotering: (Week 1 t/m 23) 17-05-2014 t/m 18-10-2014 | Hitnotering: (Week 1 t/m 23) 17-05-2014 t/m 18-10-2014 | Hitnotering: (Week 1 t/m 23) 17-05-2014 t/m 18-10-2014 | Hitnotering: (Week 1 t/m 23) 17-05-2014 t/m 18-10-2014 | Hitnotering: (Week 1 t/m 23) 17-05-2014 t/m 18-10-2014 | Hitnotering: (Week 1 t/m 23) 17-05-2014 t/m 18-10-2014 | Hitnotering: (Week 1 t/m 23) 17-05-2014 t/m 18-10-2014 | Hitnotering: (Week 1 t/m 23) 17-05-2014 t/m 18-10-2014 | Hitnotering: (Week 1 t/m 23) 17-05-2014 t/m 18-10-2014 | Hitnotering: (Week 1 t/m 23) 17-05-2014 t/m 18-10-2014 | Hitnotering: (Week 1 t/m 23) 17-05-2014 t/m 18-10-2014 | Hitnotering: (Week 1 t/m 23) 17-05-2014 t/m 18-10-2014 | Hitnotering: (Week 1 t/m 23) 17-05-2014 t/m 18-10-2014 | Hitnotering: (Week 1 t/m 23) 17-05-2014 t/m 18-10-2014 | Hitnotering: (Week 1 t/m 23) 17-05-2014 t/m 18-10-2014 | Hitnotering: (Week 1 t/m 23) 17-05-2014 t/m 18-10-2014 | Hitnotering: (Week 1 t/m 23) 17-05-2014 t/m 18-10-2014 | Hitnotering: (Week 1 t/m 23) 17-05-2014 t/m 18-10-2014 | Hitnotering: (Week 1 t/m 23) 17-05-2014 t/m 18-10-2014 | Hitnotering: (Week 1 t/m 23) 17-05-2014 t/m 18-10-2014 |
| Week:                                                  | 1                                                      | 2                                                      | 3                                                      | 4                                                      | 5                                                      | 6                                                      | 7                                                      | 8                                                      | 9                                                      | 10                                                     | 11                                                     | 12                                                     | 13                                                     | 14                                                     | 15                                                     | 16                                                     | 17                                                     | 18                                                     | 19                                                     | 20                                                     | 21                                                     | 22                                                     | 23                                                     | -                                                      |
| ------------------------------------------------------ | ------------------------------------------------------ | ------------------------------------------------------ | ------------------------------------------------------ | ------------------------------------------------------ | ------------------------------------------------------ | ------------------------------------------------------ | ------------------------------------------------------ | ------------------------------------------------------ | ------------------------------------------------------ | ------------------------------------------------------ | ------------------------------------------------------ | ------------------------------------------------------ | ------------------------------------------------------ | ------------------------------------------------------ | ------------------------------------------------------ | ------------------------------------------------------ | ------------------------------------------------------ | ------------------------------------------------------ | ------------------------------------------------------ | ------------------------------------------------------ | ------------------------------------------------------ | ------------------------------------------------------ | ------------------------------------------------------ | ------------------------------------------------------ |
| Positie:                                               | 2                                                      | 3                                                      | 4                                                      | 4                                                      | 6                                                      | 9                                                      | 6                                                      | 11                                                     | 11                                                     | 15                                                     | 14                                                     | 17                                                     | 21                                                     | 10                                                     | 18                                                     | 26                                                     | 23                                                     | 35                                                     | 39                                                     | 41                                                     | 42                                                     | 71                                                     | 99                                                     | uit                                                    |

### VlaamseUltratop 200 Albums
| Hitnotering: (Week 1 t/m 37) 17-05-2014 t/m 24-01-2015 Hitnotering: (Week 38) 11-07-2015 | Hitnotering: (Week 1 t/m 37) 17-05-2014 t/m 24-01-2015 Hitnotering: (Week 38) 11-07-2015 | Hitnotering: (Week 1 t/m 37) 17-05-2014 t/m 24-01-2015 Hitnotering: (Week 38) 11-07-2015 | Hitnotering: (Week 1 t/m 37) 17-05-2014 t/m 24-01-2015 Hitnotering: (Week 38) 11-07-2015 | Hitnotering: (Week 1 t/m 37) 17-05-2014 t/m 24-01-2015 Hitnotering: (Week 38) 11-07-2015 | Hitnotering: (Week 1 t/m 37) 17-05-2014 t/m 24-01-2015 Hitnotering: (Week 38) 11-07-2015 | Hitnotering: (Week 1 t/m 37) 17-05-2014 t/m 24-01-2015 Hitnotering: (Week 38) 11-07-2015 | Hitnotering: (Week 1 t/m 37) 17-05-2014 t/m 24-01-2015 Hitnotering: (Week 38) 11-07-2015 | Hitnotering: (Week 1 t/m 37) 17-05-2014 t/m 24-01-2015 Hitnotering: (Week 38) 11-07-2015 | Hitnotering: (Week 1 t/m 37) 17-05-2014 t/m 24-01-2015 Hitnotering: (Week 38) 11-07-2015 | Hitnotering: (Week 1 t/m 37) 17-05-2014 t/m 24-01-2015 Hitnotering: (Week 38) 11-07-2015 | Hitnotering: (Week 1 t/m 37) 17-05-2014 t/m 24-01-2015 Hitnotering: (Week 38) 11-07-2015 | Hitnotering: (Week 1 t/m 37) 17-05-2014 t/m 24-01-2015 Hitnotering: (Week 38) 11-07-2015 | Hitnotering: (Week 1 t/m 37) 17-05-2014 t/m 24-01-2015 Hitnotering: (Week 38) 11-07-2015 | Hitnotering: (Week 1 t/m 37) 17-05-2014 t/m 24-01-2015 Hitnotering: (Week 38) 11-07-2015 | Hitnotering: (Week 1 t/m 37) 17-05-2014 t/m 24-01-2015 Hitnotering: (Week 38) 11-07-2015 | Hitnotering: (Week 1 t/m 37) 17-05-2014 t/m 24-01-2015 Hitnotering: (Week 38) 11-07-2015 | Hitnotering: (Week 1 t/m 37) 17-05-2014 t/m 24-01-2015 Hitnotering: (Week 38) 11-07-2015 | Hitnotering: (Week 1 t/m 37) 17-05-2014 t/m 24-01-2015 Hitnotering: (Week 38) 11-07-2015 | Hitnotering: (Week 1 t/m 37) 17-05-2014 t/m 24-01-2015 Hitnotering: (Week 38) 11-07-2015 | Hitnotering: (Week 1 t/m 37) 17-05-2014 t/m 24-01-2015 Hitnotering: (Week 38) 11-07-2015 | Hitnotering: (Week 1 t/m 37) 17-05-2014 t/m 24-01-2015 Hitnotering: (Week 38) 11-07-2015 | Hitnotering: (Week 1 t/m 37) 17-05-2014 t/m 24-01-2015 Hitnotering: (Week 38) 11-07-2015 | Hitnotering: (Week 1 t/m 37) 17-05-2014 t/m 24-01-2015 Hitnotering: (Week 38) 11-07-2015 | Hitnotering: (Week 1 t/m 37) 17-05-2014 t/m 24-01-2015 Hitnotering: (Week 38) 11-07-2015 | Hitnotering: (Week 1 t/m 37) 17-05-2014 t/m 24-01-2015 Hitnotering: (Week 38) 11-07-2015 | Hitnotering: (Week 1 t/m 37) 17-05-2014 t/m 24-01-2015 Hitnotering: (Week 38) 11-07-2015 |
| Week:                                                                                    | 1                                                                                        | 2                                                                                        | 3                                                                                        | 4                                                                                        | 5                                                                                        | 6                                                                                        | 7                                                                                        | 8                                                                                        | 9                                                                                        | 10                                                                                       | 11                                                                                       | 12                                                                                       | 13                                                                                       | 14                                                                                       | 15                                                                                       | 16                                                                                       | 17                                                                                       | 18                                                                                       | 19                                                                                       | 20                                                                                       | 21                                                                                       | 22                                                                                       | 23                                                                                       | 24                                                                                       | 25                                                                                       | 26                                                                                       |
| ---------------------------------------------------------------------------------------- | ---------------------------------------------------------------------------------------- | ---------------------------------------------------------------------------------------- | ---------------------------------------------------------------------------------------- | ---------------------------------------------------------------------------------------- | ---------------------------------------------------------------------------------------- | ---------------------------------------------------------------------------------------- | ---------------------------------------------------------------------------------------- | ---------------------------------------------------------------------------------------- | ---------------------------------------------------------------------------------------- | ---------------------------------------------------------------------------------------- | ---------------------------------------------------------------------------------------- | ---------------------------------------------------------------------------------------- | ---------------------------------------------------------------------------------------- | ---------------------------------------------------------------------------------------- | ---------------------------------------------------------------------------------------- | ---------------------------------------------------------------------------------------- | ---------------------------------------------------------------------------------------- | ---------------------------------------------------------------------------------------- | ---------------------------------------------------------------------------------------- | ---------------------------------------------------------------------------------------- | ---------------------------------------------------------------------------------------- | ---------------------------------------------------------------------------------------- | ---------------------------------------------------------------------------------------- | ---------------------------------------------------------------------------------------- | ---------------------------------------------------------------------------------------- | ---------------------------------------------------------------------------------------- |
| Positie:                                                                                 | 1                                                                                        | 2                                                                                        | 2                                                                                        | 2                                                                                        | 2                                                                                        | 5                                                                                        | 6                                                                                        | 8                                                                                        | 6                                                                                        | 12                                                                                       | 15                                                                                       | 10                                                                                       | 15                                                                                       | 16                                                                                       | 30                                                                                       | 35                                                                                       | 23                                                                                       | 41                                                                                       | 50                                                                                       | 57                                                                                       | 45                                                                                       | 54                                                                                       | 60                                                                                       | 81                                                                                       | 77                                                                                       | 61                                                                                       |
| Week:                                                                                    | 27                                                                                       | 28                                                                                       | 29                                                                                       | 30                                                                                       | 31                                                                                       | 32                                                                                       | 33                                                                                       | 34                                                                                       | 35                                                                                       | 36                                                                                       | 37                                                                                       | -                                                                                        | 38                                                                                       | -                                                                                        |                                                                                          |                                                                                          |                                                                                          |                                                                                          |                                                                                          |                                                                                          |                                                                                          |                                                                                          |                                                                                          |                                                                                          |                                                                                          |                                                                                          |
| Positie:                                                                                 | 106                                                                                      | 105                                                                                      | 148                                                                                      | 194                                                                                      | 130                                                                                      | 138                                                                                      | 123                                                                                      | 125                                                                                      | 136                                                                                      | 153                                                                                      | 173                                                                                      | uit                                                                                      | 151                                                                                      | uit                                                                                      |                                                                                          |                                                                                          |                                                                                          |                                                                                          |                                                                                          |                                                                                          |                                                                                          |                                                                                          |                                                                                          |                                                                                          |                                                                                          |                                                                                          |